# Carlo Airoldi
Pour les articles homonymes, voir Airoldi.
Carlo Airoldi, né le 21 septembre 1869 à Origgio et mort le 18 juin 1929 à Milan, est un marathonien italien, qui essaya de participer sans succès aux premières Olympiades à Athènes en 1896.

## Biographie
Carlo Airoldi est un personnage qui a gagné l'attention du public au cours des années 2000, grâce à la découverte de documents historiques, comme des journaux d'athlètes qui prirent part aux Olympiades de 1896, et à la publication, en 2005, du livre La Légende du marathonien (La leggenda del maratoneta) de Manuel Sgarella.
Précédemment, on connaissait peu de choses d'Airoldi et aujourd'hui encore le lieu de sa mort est incertain. Le livre de Sgarella est l'une des rares sources bibliographiques existantes.
Cependant, parmi tous les personnages qui ont participé aux premiers Jeux olympiques d'Athènes ou qui ont essayé d'y participer, c'est Airoldi qui se révéla le plus intéressant pour plusieurs raisons ; parmi celles-ci, les modalités de son voyage vers Athènes (tout le monde était arrivé par bateau et par train, mais Airoldi avait fait une grande partie du chemin à pied) ainsi que les particularités de l'organisation de cet engagement, basée sur la recherche d'un sponsor pour permettre le voyage à la différence des athlètes anglo-saxons, par exemple, qui étaient financés par les universités qu'ils fréquentaient.
En outre Airoldi fut un des premiers représentants de cette spécialité sportive qui était née avec les Jeux olympiques, le marathon, qui verra encore d'autres malchanceux bien que talentueux athlètes italiens comme Dorando Pietri.

### Les débuts
Carlo Airoldi est né en 1869 dans la commune d'Origgio à la cascina Broggio, d'une famille paysanne ; ses parents s'appelaient Luigi Airoldi et Annunciata Borroni.
Il commença à participer à des compétitions sportives dans la région de Varèse (la première occasion documentée fut à Gorla Maggiore) et plus tard à des compétitions nationales et internationales où il se battit avec le plus grand rival de son temps, le marseillais Louis Ortègue. En 1892, il triompha dans la Lecco-Milan; il gagna ensuite la Milan-Turin.
Très vite, il devint célèbre comme un des meilleurs marathoniens de son époque. Son plus grand succès fut la victoire dans la Milan-Barcelone (septembre 1895), une compétition de marche en douze étapes d'environ 80 km chacune, sur une distance totale de 1 050 kilomètres. Pendant la compétition, alors qu'il était à trente kilomètres de l'arrivée, il attendit son adversaire Louis Ortègue, qui était épuisé, le chargea sur ses épaules et franchit le premier la ligne d'arrivée. Cette victoire lui valut de gagner la somme d'environ deux mille pesetas.
En novembre 1895, il défia Buffalo Bill, qui était en Italie durant cette période, pour une compétition sur 500 kilomètres : Airoldi irait à pied, tandis que Buffalo Bill irait à cheval. Buffalo Bill refusa parce qu'il souhaitait avoir à sa disposition deux chevaux.

### Les premières Olympiades
Airoldi essaya de participer aux premières Olympiades d'Athènes en 1896, avec de grandes chances de victoire. Cependant, il avait besoin d'argent pour arriver dans la capitale grecque. Il demanda l'aide du directeur du journal milanais La Bicicletta, un des plus connus de l'époque, auquel il proposa de participer financièrement pour son voyage qui se déroulerait « à pied » à travers l'Autriche-Hongrie, l'Empire ottoman et la Grèce. Un voyage aventureux qui obligeait Airoldi à parcourir soixante-dix kilomètres tous les jours pour se retrouver dans les temps à Athènes. Le journal documenterait toutes les étapes du voyage et fournirait le soutien logistique nécessaire.
Le journal milanais accepta et Airoldi commença son voyage. Il marcha de Milan à Split, en passant par Trieste et Rijeka et le long des côtes adriatiques. Pour la dernière étape, on lui conseilla d'éviter l'Albanie, il prit donc un bateau autrichien jusqu'à Patras d'où il arriva à Athènes à pied en suivant le parcours le long du chemin de fer parce qu'il n'y avait pas d'autres routes.
Après ce voyage aventureux de vingt-huit jours, Airoldi ne put participer au marathon. En effet, pour s'inscrire aux Jeux, il se rendit au Palais royal, où sa candidature fut examinée par le prince Constantin, président du Comité Olympique. Quand Constantin fut informé du prix reçu en monnaie par Airoldi pour sa victoire lors de la compétition Milan-Barcelone, le prince décida qu'Airoldi était un professionnel et qu'il ne pouvait pas être un athlète olympique. Les télégrammes envoyés de l'Italie par des associations et comités sportifs ne servirent à rien : Airoldi ne pouvait pas participer. En Italie, les organisateurs furent soupçonnés de vouloir exclure délibérément du marathon un athlète aussi fort et craint pour favoriser les Grecs, qui tenaient beaucoup à gagner cette compétition.
Lovati, correspondant de La Bicicletta, télégraphia d'Athènes le soir du 10 avril. Voici le texte de son message :

« La course Marathon-Athènes, qui constituait l'évènement classique des Jeux olympiques a eu lieu aujourd'hui. Dix concurrents ont pris part à la course mais parmi eux aucun italien, le Comité ayant maintenu l'exclusion de notre Carlo Airoldi. Le coureur grec Luis (sic) est arrivé premier en couvrant les 42 kilomètres dans le temps vraiment merveilleux de deux heures et cinquante minutes. L'arrivée du coureur au stade fut accueillie par le plus grand enthousiasme du peuple grec qui porta en triomphe le vainqueur. Nous ne savons pas encore si Luis acceptera le défi qui lui a lancé Airoldi.  »

— La Bicicletta - année III - n. 32 (244) - page 1 - samedi 11 avril 1896
Spyridon Louis - le gagnant du marathon olympique - ne releva jamais le défi.

### Les dernières années
De retour en Italie, Airoldi essaya plusieurs fois de battre le record de Spyridon Louis sans jamais y parvenir.
Il continua de participer à des compétitions en Lombardie. Le 26 juillet 1896, il courut une épreuve de 11 kilomètres, et à quelques mètres de la ligne d'arrivée alors qu'il était en troisième position, il s'arrêta pour céder la troisième place au coureur Luigi Lonardini âgé de 12 ans. Le 31 août 1897, il prit part au premier championnat pédestre italien et termina second. En 1898, il s'établit en Suisse pour chercher du travail (il travailla à Berne et à Zurich). Le 4 septembre 1898, il courut à Zurich le 5 000 mètres en 19 min 45, alors que son adversaire dans cette course était un cheval. En 1899, il prit part à la Paris-Marseille avant de s'établir à Berne. Le 16 septembre 1900, il gagna la Fribourg-Berne. Ensuite, après un bref séjour à Milan, il s'établit en Amérique du Sud pour chercher fortune. Il retourna en Italie en 1902 et resta dans le monde du sport en tant qu'organisateur de compétitions et puis, en tant que dirigeant de sociétés sportives.

## Sources
1. ↑  (it) « Presentazione », sur polisportivaairoldi.eu (consulté le 3 avril 2023).

- (it) Cet article est partiellement ou en totalité issu de l’article de Wikipédia en italien intitulé « Carlo Airoldi » (voir la liste des auteurs).  du 13.08.2007